# ماورو ألميدا
ماورو ألميدا (29 يناير 1982 بفيسيو في البرتغال - ) هو لاعب كرة قدم برتغالي في مركز الدفاع. لعب مع أوسكو باشينغ وإستريلا دا أمادورا وبي إي سي زفوله وسويندون تاون ونادي أكرينغتون ستانلي ونادي بورتو ونادي سليغو روفرز وفيهرين ساندانسكي.

## وصلات خارجية
- ماورو ألميدا على موقع قاعدة بيانات كرة القدم.إي يو (الإنجليزية)
- ماورو ألميدا على موقع Soccerbase.com (لاعب) (الإنجليزية)
- ماورو ألميدا على موقع Soccerway.com (الإنجليزية)